# Love or Take
Love or Take (стилізується як LOVE or TAKE ) — одинадцятий корейський мініальбом південнокорейського чоловічого гурту Pentagon. Він вийшов 15 березня 2021 року CUBE Entertainment і Universal Music. Учасник Хуі брав участь у написанні та запису альбому, але не брав участі в рекламних заходах через проходження строкової військової служби. Фізичний альбом доступний у трьох версіях: «Romantic», «Sporty» та «Mild».

## Передумови та створення
У середині лютого 2021 року повідомлялося, що Pentagon повернеться через три місяці після спеціального синглу «Eternal Flame», що вийшов у грудні 2020 року. Запис альбому та знімання музичного кліпу для головного синглу «Do or Not» відбулися до призову Хуі 18 лютого. 26 лютого Cube опублікували рекламний розклад альбому на своїй офіційній домашній сторінці та в соціальних мережах. З 2 по 5 березня Pentagon опублікували перші тізери та концепт фото до мініальбому. 8 березня гурт випустив попурі з пісень майбутнього альбому. 15 березня гурт провів онлайн-презентацію на честь випуску Love or Take, під час якої вони виконали пісню «Baby I Love You» і головну пісню «Do Or Not», що ознаменувало початок їхнього повномасштабного просування.

## Ілюстрації та пакування
Pentagon випустили три фізичні версії альбому Love or Take. Пакування альбому нагадує манхву з ілюстрованими обкладинками та унікальними буклетами для кожної версії. У версії «Romantic» Pentagon показують вісім кольорів, з вісьмома людьми під рожевим фоном для створення романтичного настрою. У «Sporty» варіанті гурт показує себе в спортивному вбранні на тенісному корті з м’ячиками та ракетками, які використовувалися як реквізит для створення крутого настрою. У версії «Mild» учасники демонструють свої шикарні чари під фоном спокійних блакитних тонів у чорно-білому сучасному образі, щоб створити мрійливу атмосферу. Мініальбом має спеціальну обкладинку, буклет, компакт-диск, CD-пакет, буклет з текстами пісень, мініпостер, спеціальний пластиковий аркуш, фотокартку та постер, які доступні лише за попереднім замовленням.

## Музика і композиція
Альбом складається з семи пісень, включаючи бонус-трек «Boy In Time». Перший трек «10 Seconds Before» — це поп-трек про хвилювання від невдачі в коханні. Друга пісня та головний сингл «Do or Not» були написані та спродюсовані лідером гурту Хуі, учасником Усоком і композитором Нейтаном, тією ж командою, яка створила попередній головний сингл «Daisy» з альбому We:th. Це поп-рок-пісня, що нагадує про початок 2000-х і продовжує традицію Pentagon «фірмових освіжаючих пісень», таких як «Shine», «Naughty Boy», «Spring Snow» і «Daisy», виражаючи ставлення «чи Я роблю це чи ні, мені все одно» з його запам’ятовують мелодією та текстом. Третій трек «1+1» — R&B-пісня про неперевершений трепет моменту розквіту кохання. Четвертий трек, «Baby I Love You», створений учасниками Kino, Nathan і Hoho, — це пісня з м’яким вокалом і м’якою мелодією. «That's Me», п'ята пісня, - це жанровий трек, що поєднує в собі елементи фанку та електронної музики. «Sing-a-song» описується як «сповнений освіжаючих і яскравих кольорів». Заключний трек «Boy In Time» — це «солодша та серйозніша історія кохання» сольна пісня Хуі як подарунок для шанувальників, які сумують за ним після зарахування на військову службу.

## Критичний прийом
Пуа Зівей з NME висловила думку, що гурт «здобув золото завдяки бі-сайдам альбому» від «1+1», захоплюючої, невимушеної пісні про кохання», написаної в співавторстві з Усоком, до «романтичної, але веселої «Baby I Love»» Кіно. Вона заявила, що «дві пісні натякають на стриманіший напрямок для бой-бенду, який відомий своїми піснями-гімнами, які є набагато цікавішими, ніж титульний трек цього альбому». Вона також написала, що трек «That's Me» «вирізняється сумнівним використанням Auto-Tune поряд із дивним поєднанням електро- і фанк-попу 80-х, що збиває з пантелику, як і розчаровує», і зауважила, що заключна пісня «Boy In Time», «потужне та емоційне соло прощання з Хуі». Вона завершила свій огляд словами: «Звуковий успіх «1+1» і «Baby I Love You» – двох пісень, у яких Хуі не брав участі для Love or Take – здається, свідчить про те, що гурт вже визначив широкий відкритий шлях для їхніх майбутніх релізів».

## Комерційний успіх
17 березня альбом Love or Take досяг продажів у 52 098 копій і посів друге місце в щоденному чарті альбомів Hanteo Chart у перший день релізу. Альбом дебютував під номером 3 у чарті альбомів Gaon, а наступного тижня опустився до номеру 19. На третьому тижні альбом піднявся в топ-10. Перший сингл «Do or Not» увійшов і очолив Genie Music і Melon 24Hits після його випуску. У чарті Bugs усі пісні, включно з головним синглом, успішно потрапили в чарт, що стало їх першим альбомом, який досяг цієї віхи. Альбом також очолив чарт iTunes Top Albums у 14 країнах, включаючи Гватемалу, Тайвань, Малайзію та В’єтнам.

## Трек-лист
| Список пісень Love or Take | Список пісень Love or Take                             | Список пісень Love or Take | Список пісень Love or Take            | Список пісень Love or Take      | Список пісень Love or Take |
| #                          | Назва                                                  | Автор слів                 | Автор музики                          | Аранжування                     | Тривалість                 |
| -------------------------- | ------------------------------------------------------ | -------------------------- | ------------------------------------- | ------------------------------- | -------------------------- |
| 1.                         | «10s and» (10초 전)                                    | Хуі Усок                   | Хуі Усок chAN's DARM                  | chAN's Darm                     | 2:53                       |
| 2.                         | «Do or Not»                                            | Хуі Усок                   | Хуі Нейтан Усок                       | Нейтан                          | 3:08                       |
| 3.                         | «1+1»                                                  | Jo Yoon-gyung Усок         | LDN Noise Cazzi Opeia Gabriel Brandes | LDN Noise                       | 2:58                       |
| 4.                         | «Baby I Love You»                                      | Кіно Усок                  | Кіно Нейтан Hoho                      | Нейтан Hoho                     | 3:12                       |
| 5.                         | «That's Me»                                            | Хуі Усок                   | Хуі Усок chAN's Darm                  | chAN's Darm                     | 2:44                       |
| 6.                         | «Sing-a-song» (кор.: хангиль: 노래해, букв. «Sing»)    | Хуі Усок                   | Хуі Усок chAN's                       | chAN's Nomal (Party in my pool) | 2:51                       |
| 7.                         | «Boy in Time» (кор. 소년감성) (соло Хуі) (bonus track) | Хуі                        | Хуі                                   | Хон Со Джін                     | 3:39                       |
| 21:07                      |                                                        |                            |                                       |                                 |                            |

## Чарти
| Чарт (2021)                        | Пікова позиція |
| ---------------------------------- | -------------- |
| Japan Hot Albums (Billboard Japan) | 87             |
| Японія Japanese Albums (Oricon)    | 15             |
| South Korean Albums (Gaon)         | 3              |

| Чарт (2021)               | Пікова позиція |
| ------------------------- | -------------- |
| South Korea Albums (Gaon) | 8              |

| Чарт (2021)                | Позиція |
| -------------------------- | ------- |
| South Korean Albums (Gaon) | 91      |

## Сертифікація та продаж
| Регион         | Сертифікація | Продажі |
| -------------- | ------------ | ------- |
| Південна Корея | —            | 112,823 |

## Історія випуску
| Регіон         | Дата            | Формат                         | Дистрибутор  |
| -------------- | --------------- | ------------------------------ | ------------ |
| Південна Корея | 15 березня 2021 | цифрове завантаження, стриминг | Cube Kakao M |
| Інші           | 15 березня 2021 | цифрове завантаження, стриминг | Cube U-Cube  |